# 마야 앤절로

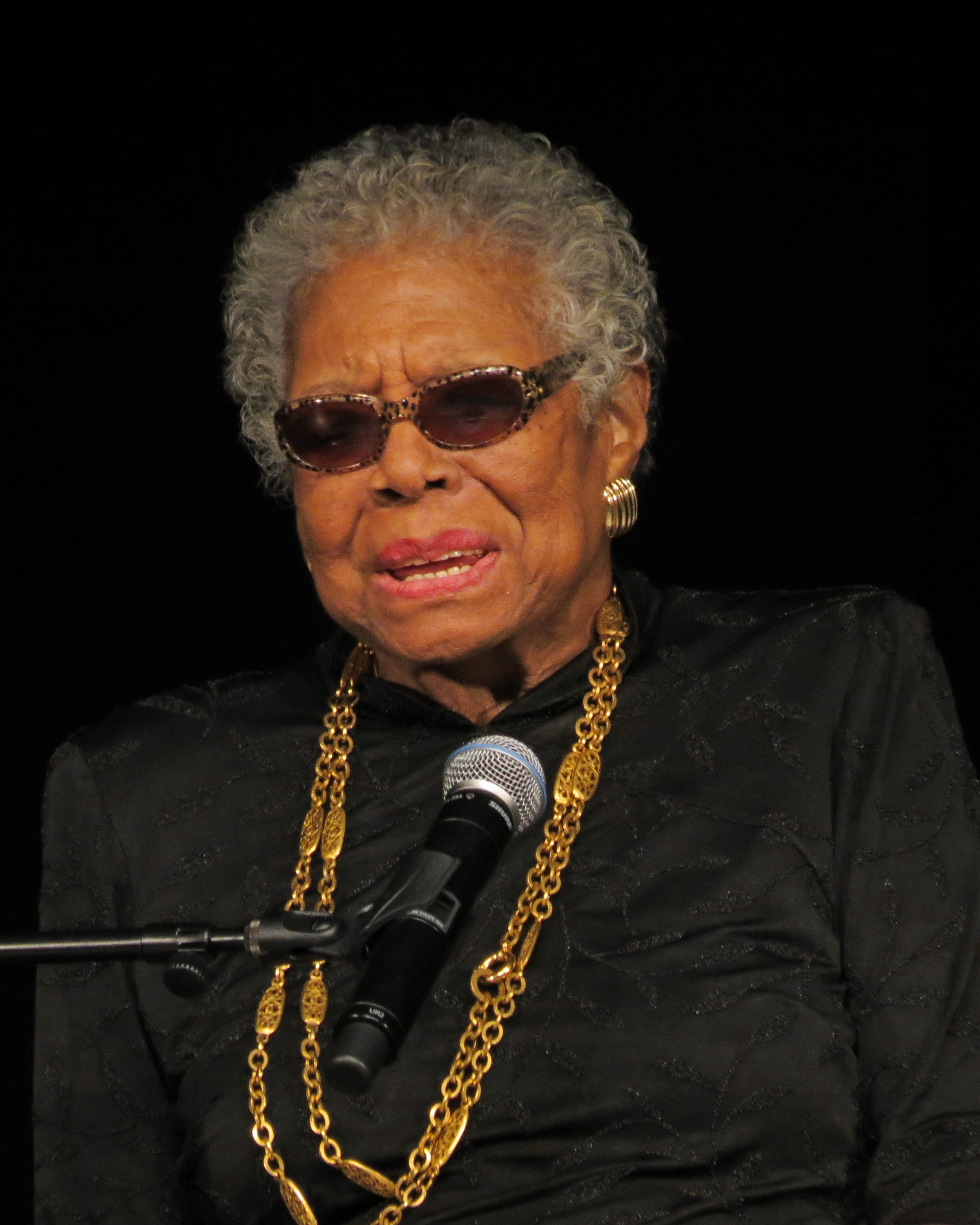
2013년 모습

마야 앤절로(Maya Angelou, 1928년 4월 4일 ~ 2014년 5월 28일)는 미국의 시인, 작가, 배우이다.
마야 앤절로는 1928년 4월 4일 미국 미주리주 세인트루이스에서 태어났다. 그는 세 살 때 부모가 이혼하면서 남부 아칸소 주의 할머니 집에 맡겨졌고, 어머니와 재회한 7세 무렵 어머니의 남자친구에게 성폭행을 당했다. 이후 5년 간 실어증을 앓으며 마을 도서관에서 시와 소설을 읽었고, 16세에 미혼모가 돼 웨이트리스, 칼립소 싱어 겸 댄서, 트럭운전, 자동차 정비, 매춘을 한 적도 있었다. 결혼 생활도 대체로 불운했다.
그에겐 다행히 좋은 친구들이 있었다. 유년의 그에게 문학을 알게 한 아칸소 스탬스의 이웃집 교사, 30대 초반 뉴욕 시절 만난 마틴 루터 킹 목사와 말콤 엑스, 한 때 연인이었던 남아공 인권 운동가 부숨지 마케 등. 그는 그들과 더불어 일하며 자기 삶을 객관화할 수 있었고, 인권운동의 넓은 지평 위에 자신을 세울 수 있었다. 각종 매체 편집자로서, 프리랜서 기자로서, 그는 글쓰기를 시작했다. 1969년의 기념비적 자서전 《새장에 갇힌 새가 왜 노래하는지 나는 아네》가 그렇게 탄생했다. 그는 사적 경험이 일깨운 것들과 저 거인들에게서 받은 것들을 글과 연기로, 앞서는 춤과 노래로 세상에 전했고, 그로 하여 오프라 윈프리, 미셸 오바마를 비롯한 수많은 이들이 힘과 용기와 희망을 얻었다.